# Det helga bröd på altarbordet vilar
Det helga bröd på altarbordet vilar är en nattvardspsalm med text skriven 1935 av Elis Erlandsson och musik komponerad 1965 av Lars Edlund.

## Publicerad som
- Nr 392 i Den svenska psalmboken 1986 under rubriken "Nattvarden".